# Benešov nad Ploučnicí
Pour les articles homonymes, voir Benešov (homonymie).
Benešov nad Ploučnicí (en allemand : Bensen) est une ville du district de Děčín, dans la région d'Ústí nad Labem, en Tchéquie. Sa population s'élevait à 3 659 habitants en 2021.

## Géographie
Benešov nad Ploučnicí est arrosée par la rivière Ploučnice et se trouve à 8 km au sud-est de Děčín, à 21 km au nord-est d'Ústí nad Labem et à 75 km au nord de Prague.
La commune est limitée par Dobrná au nord, par Dolní Habartice à l'est, par Františkov nad Ploučnicí et Heřmanov au sud, et par Malá Veleň à l'ouest.

## Histoire
La première mention écrite du village date de 1352.

## Patrimoine

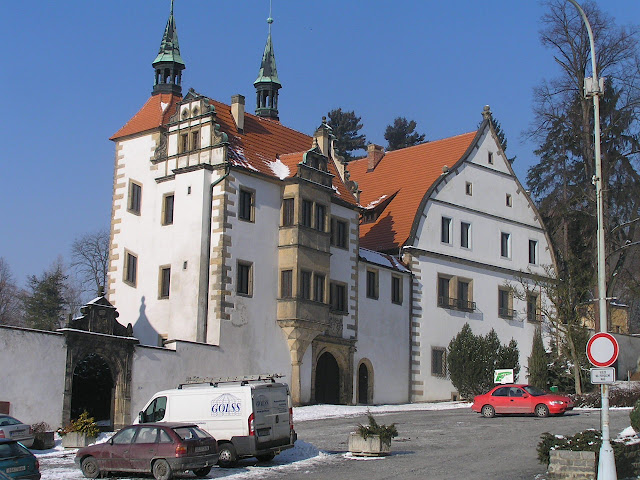
Château de Benešov nad Ploučnicí.
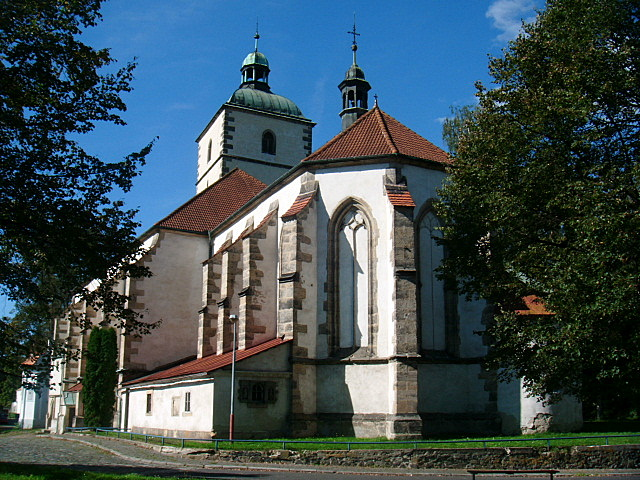
Église de la Nativité de la Vierge Marie.

## Administration
La commune se compose de deux quartiers :
- Benešov nad Ploučnicí
- Ovesná

## Transports
Par la route, Benešov nad Ploučnicí se trouve à 10 km de Děčín, à 29 km d'Ústí nad Labem et à 102 km de Prague.

## Personnalités
- Peter Ducke (né en 1941), footballeur est-allemand
- Roland Ducke (1934-2005), footballeur est-allemand

## Jumelage
- Heidenau (Allemagne)